# Entanoneura
Entanoneura is een geslacht van insecten uit de familie van de Mantispidae, die tot de orde netvleugeligen (Neuroptera) behoort.

## Soorten
Deze lijst van 8 stuks is mogelijk niet compleet.
- E. albertisii Navás, 1929
- E. batesella (Westwood, 1867)
- E. brunneonigra Handschin, 1960
- E. costalis (Erichson, 1839)
- E. feae Navás, 1929
- E. januaria Navás, 1936
- E. mariae (Navás, 1909)
- E. sinica C.-k. Yang, 1999